# ロベルト・ベラルミーノ
ロベルト・フランチェスコ・ロモロ・ベラルミーノ（Roberto Francesco Romolo Bellarmino、1542年10月4日、モンテプルチャーノ - 1621年9月17日、ローマ）は、イタリア出身のイエズス会司祭で、ローマ・カトリック教会の枢機卿。カトリック改革に最も功労のあった枢機卿の一人。1930年、聖人および教会博士に列せられた。

## 生涯

### 幼年期と青年期
5人兄弟の3番目として、シエーナ近郊の都市モンテプルチャーノの貴族の家系に生まれた。父方と母方の両方とも貴族の家柄ではあったが、経済的には貧窮であった。父のヴィンチェンツォ・ベラルミーノはモンテプルチャーノのゴンファロニエーレ（中世・ルネサンス期の都市の行政長官）を務め、母のチンツィア・チェルヴィーニは非常に敬虔で信心深く、マルケルス2世 (ローマ教皇)の妹であった。フィレンツェの枢機卿ロベルト・プッチによって洗礼を受けた。おそらく彼の最初の名前はこの枢機卿に由来すると思われる。2番目の名前は、彼の誕生日の10月4日に祝われる聖人、アッシジの聖フランチェスコにちなんで付けられ、ロモロという名前は、一族の先祖にちなんで付けられた。幼い頃から病弱で、教会への強い傾倒を示していた。家庭での初期教育の後、宗教的な傾倒が見られたため、モンテプルチャーノに到着したばかりのイエズス会の神父たち（母は彼らを非常に尊敬していた）の元へ送られ、16歳でイエズス会への入会を希望したが、父は彼をパドヴァへ送り、世俗の聖職者になるよう仕向けようとしていた。父は、息子の優れた才能があれば、聖職者として良いキャリアを築き、家族全体の経済状況を改善できると信じていた。しかし、ロベルトはイエズス会に入るという意思を貫き、パドヴァにいた従兄弟のリッカルド・チェルヴィーニも新しい修道会への入会を望んでいることを知り、最終的に父は許可を与えました。1560年9月20日、18歳になったロベルトは従兄弟とともにローマ学院に入り、翌日、二人は最初の誓願を立てた。従兄弟は彼らが修練期に入ってから4年後に亡くなった。
教皇との親戚関係にもかかわらず、彼の謙虚さと学業への取り組みは認められ、彼の人生は最も読まれた霊的な著作の一つである『キリストに倣いて』にふさわしいものだったと言われている。
若い頃から文学的な才能を示し、ウェルギリウスのようなラテン語の著者に触発されて、俗語とラテン語の両方でいくつかの短い詩を作っていた。彼の賛歌の一つで、マグダラのマリアに捧げられた賛歌は、聖務日課祈祷書（en:Breviary）に収められた。
1560年から1563年までローマ学院で学び、クリストファー・クラヴィウスと同級生であった。その後、所属する修道会の学校で人文科学の科目を教え始め、最初はフィレンツェ、次にモンドヴィで行った。このピエモンテの町では、まだ司祭に叙階されていなかったにもかかわらず、説教者として頭角を現し、ギリシア語の研究に励んだ。
1567年、パドヴァで神学の体系的な研究を始め、特に聖トマス・アクィナスの著作を深く学んだ。イエズス会の会合のためにジェノヴァを訪れた後、1569年にイエズス会の総長であったフランシスコ・ボルジアによって、当時スペイン領ネーデルラントの一部であったフランドルのルーヴェンに送られた。そこには最高のカトリック大学の一つがあり、若いベラルミーノはそこで神学の研究を終えた。ベラルミーノは大学で教鞭をとった最初のイエズス会員でもあった。受け持った講座は「トマス・アクィナス神学大全」だった。彼は教父を初め、中世の神学者たちに関しても広く研究を行い、その成果は『教会の著作家たち』（De scriptoribus ecclesiasticis、1613年、ローマ）に結実した。同書は後にジャック・シルモン（en:Jacques Sirmond）、フィリップ・ラブ（en:Philippe Labbe）、カジミール・オーダン（en:Casimir Oudin）によって改訂された。

### 教授としての活動
1570年3月25日、復活祭前夜にヘントで司祭に叙階された後、教師としても説教者としてもますます名声を博した。説教者としては、カトリック教徒とプロテスタントの両方、さらには他の地域からも聴衆を彼の説教壇に引きつけた。1570年にルーヴェンで神学の教鞭を与えられ、そこで6年間過ごし、雄弁さと、その地で急速に広まっていたカルヴァン派の主張に対抗する能力に際立った。
その後、教皇グレゴリウス13世によってローマに呼び戻され、ローマ学院に新設された「論争」（弁証学）の講座を任され、1587年までその職を務めた。トレント公会議が終わって間もない頃であり、プロテスタントの宗教改革によって攻撃されていたカトリック教会は、自身の文化的・精神的なアイデンティティを強化し、再確認する必要があった。ベラルミーノは、自身の教えを適応させるためにいくつかの弁証学的な著作を著し、それらは後にヨーロッパ全土に影響を与えた多巻の著作『異端反駁信仰論争』（Disputationes de controversiis christianae fidei、en:Disputationes）にまとめられた。
彼は自身の著作の中で、理性と伝統の議論を用いて、カトリック教会の立場を明確に示した。この著作は、弁証学の分野で最も完全なものと見なされましたが、その後の批判的研究の進展により、彼が考慮した歴史的議論のいくつかの価値は薄れた。彼のカトリック信仰の擁護活動は、彼以前、そして彼以後の他の人々と同様に、「異端の槌」という異名を与えられた。

### フランスでの使命とシクストゥス5世との誤解
1588年、ベラルミーノはローマ学院の霊的指導者に任命された。この時期、彼は教皇シクストゥス5世と密接に協力し、聖アンブロジウスの全著作の再版に取り組んだ。1590年、フランス国王アンリ3世の暗殺直後、カトリック教徒とユグノーの間の内戦から生じた困難な状況で、カトリック教会の正当性を擁護するため、シクストゥス5世がフランスに派遣したエンリコ・カエターニ枢機卿率いる教皇使節団の一員となった。フランス滞在中、彼は以前自身の著作『異端反駁信仰論争』への献呈を温かく受け入れていたシクストゥス5世が、その第一巻を禁書目録に加えようとしているという知らせを受けた。その理由は、その著作の中で聖座が世俗的な事柄に対して直接的ではなく間接的な権力を持つと認めていたからだ。しかし、教皇が数日間の在位の後、伝染病によって急死したため、著作の非難は回避された。彼の後継者であるウルバヌス7世も同様に伝染病に襲われた。新しい教皇グレゴリウス14世は、代わりにその著作に特別な教皇の承認を与えた。

### 教壇への復帰とヴルガータの改訂
エンリコ・カエターニ枢機卿の使命が終わると、ベラルミーノは教師として、また霊的指導者としての仕事に戻った。晩年には、ローマ学院でペストに感染した男（道端で見捨てられていた）から感染し、わずか23歳で亡くなった聖ルイージ・ゴンザーガの霊的指導者を務めた。ベラルミーノは若いルイージが亡くなるまで付き添い、その後、聖座に対して彼の列福を進めた。さらに、ベラルミーノは自身がなくなった際に墓を聖人の墓の近くに置くことを望んだ。
この時期、彼はまた、プロテスタントの主張に対抗するためにトレント公会議が要求したヴルガータ聖書の本文改訂のための最終委員会の一員でもあった。公会議後、教皇たちはその事業をほぼ完成させていた。しかし、聖書学者ではなかったシクストゥス5世は誤った変更を加え、時期を早めるために「彼自身の」版を印刷させ、一部は配布さえされた。彼は教皇勅書によってその使用を強制しようとしていた。しかし、彼の死後、正式な公布前に、彼の直後の後継者たちは誤った版を回収し、正しい版と置き換えた。問題は、シクストゥス5世の名声を傷つけることなく、それを再出版することだった。ベラルミーノは、新しい版にシクストゥス5世の名前を冠し、序文で、誤植やその他の種類の間違いのために、シクストゥス5世自身が亡くなる前に修正を命じていたと説明することを提案した。反対の証拠がなかったため、彼の声明は決定的なものと見なされ、序文の作成を担当する委員会のメンバーはベラルミーノの提案を受け入れた。教皇クレメンス8世自身もこの解決策に完全に同意し、クレメンティーナ版と呼ばれる新しい版のベラルミーノの序文に「出版許可、en:Imprimatur」を与えた。改訂委員会の書記官であったアンジェロ・ロッカは、自筆で序文の草稿を作成し、その中で次のように述べている。
「（シクストゥスは）誤植やその他の学術的な見解があることに気づき始めたとき、問題について決定を下し、ヴルガータの新しい版を出版することができた、あるいはむしろそうすべきであった。しかし、彼はそれを行う前に亡くなったため、着手したことを実現することができなかった。」
ロッカのこの草稿は、後にベラルミーノの草稿が採用されたが、シクストゥス版の写しに添付されており、クレメンティーナ版で行われた修正が記されている。それはローマのアンジェリカ図書館で閲覧することができる。

### 枢機卿への任命
1592年、ベラルミーノはローマ学院の院長となり、1594年までの約2年間その職を務めた。1595年には、ナポリ管区のイエズス会管区長となった。1597年、教皇クレメンス8世は、1596年9月に亡くなった教皇の神学顧問であったイエズス会士のフランシスコ・デ・トレド・エレーラの死後、彼をローマに呼び戻した。ベラルミーノは、神学顧問に加えて、「司教任命のための審査官」、「聖庁の顧問」、聖赦院の神学者に任命された。同じく1597年、エステ家のアルフォンソ2世が後継者なく亡くなった後、教皇領はフェラーラ公国の領土を再び所有することになり、ベラルミーノは教皇の新しい領土への訪問に同行した。
1599年3月3日の枢機卿会議で、教皇は彼に助祭枢機卿の称号を与え、3月17日にはサンタ・マリア・イン・ヴィア教会の名義聖堂とともに赤い帽子を授け、この任命の理由を「神の教会には、学問の分野において彼に匹敵する人物はいない」という言葉で示した。その後の数年間、ベラルミーノは、イエズス会士の黒い托鉢修道士の服とは対照的な枢機卿の赤い衣服に関連して、「赤い服を着たイエズス会士」と描写された。この任命にもかかわらず、彼は質素で禁欲的な生活様式を変えず、彼の任命と活動から得られた収入は貧しい人々に寄付された。教皇は1602年3月18日、ちょうどその時空席となっていたカプア大司教区の大司教に彼を任命した。クレメンス自身が、特別な敬意の証として教皇が通常行うように、自らの手で彼を聖別することを望んだ。彼の手によって、トリエント改革後の最初の神学校の一つであるカプア神学校が設立された。彼はいくつかの教区会議を執り行い、司祭たちがカテキズムで支援となるように、司祭のためのカテキズムを書いた。ローマに呼び戻されたとき、彼は「私の故郷はカプア、私の家はその大聖堂、私の家族はその人々だ」と言った。
1605年3月、クレメンス8世が亡くなり、26日間だけ統治したレオ11世、そしてパウルス5世が後を継いだ。最初のと2回目の教皇選挙（コンクラーヴェ）、特に後者において、ロベルト・ベラルミーノの名前はしばしば候補として考えられたが、多くの枢機卿の判断によれば、彼がイエズス会士であることが障害となった。バチカン史家のルートヴィヒ・フォン・パストールは、1605年の2回目の教皇選挙の最初の数日間、バロニウス、スフォンドラーティ、アクアヴィーヴァ、ファルネーゼ、スフォルツァ、ピアッティを含む枢機卿の一団が、イエズス会士の枢機卿ベラルミーノを選出しようと努めたが、彼はそれに反対であり、立候補を知らされたときには、枢機卿の称号さえ喜んで放棄すると答えたと述べている。教皇選挙中の彼の支持は、バロニウス枢機卿に向けられていたようだ。主要なカトリック強国の合意によって選出された新しい教皇パウルス5世は、彼をローマに留めることを強く求め、枢機卿はカプアの司教職からの免除を求めた。彼は聖庁と他の聖省のメンバーに任命され、その後、教皇庁の神学部門における主要な顧問となった。

### ジョルダーノ・ブルーノの裁判
ジョルダーノ・ブルーノ事件は、異端の罪で火刑に処された哲学者でありドミニコ会修道士のジョルダーノ・ブルーノの事件であり、歴史的には、数十年前のプロテスタント宗教改革によって始まったキリスト教の信仰のテーマへの疑問提起に対する、反宗教改革の厳しい反応の中に位置づけられる。ルター派教会とカルヴァン派教会からもその思想を非難されたこのドミニコ会修道士は、その著作を通して、教会の方針と対立する新しい宗教的・哲学的思想を提唱した。裁判は1593年に行われ、1600年に火刑判決が下された。この事件には、ベラルミーノが1597年に聖庁の顧問に任命されて以来、関与した「WP:A」。ベラルミーノはドミニコ会修道士と数回会談し、その中で異端的とみなされた彼の主張を撤回させようと試みた。裁判が長引いたのは、ジョルダーノ・ブルーノが自身の見解の異端性を認める上で一貫した態度を取らなかったことも原因の一つだった「WP:A」。異端審問官たちは最終手段として拷問に訴えようとしたが、教皇クレメンス8世はこれに強く反対した。しかし、それは異端審問官たちが様々な尋問の過程で拷問を用いることを妨げるものではなかった「WP:A」。
裁判中、聖省は、異端的であるとされた8つの命題に関するジョルダーノ・ブルーノの声明をベラルミーノに審査させた。1599年8月24日、ベラルミーノは聖省に対し、ジョルダーノ・ブルーノが8つの命題のうち6つを異端的であると認めたと報告し、残りの2つについては彼の立場が不明確であったと述べた。「彼がより明確に説明すれば、何かを言っているように見える」。完全な容認があれば死刑を免れただろうが、ジョルダーノ・ブルーノは自身の見解を維持した。判決が下された後、ブルーノは死刑を避けるための妥協案を提示されたが、彼は自身の思想を放棄せず、火刑（その際、発言を禁じる古代の拷問具である猿ぐつわが用いられた）に臨むことを選び、1600年2月17日にローマのカンポ・デ・フィオーリ広場で行われた。

### ガリレオ・ガリレイの裁判
ガリレオ・ガリレイは1633年に聖庁で一度だけ裁判を受けた（それ以前の1616年には、コペルニクスの理論について議論したり教えたりしないよう口頭で警告されていた）「WP:A」。裁判が行われたのは、地動説が神学者たちによって異端的とみなされていたからである。実際、太陽が宇宙の中心に固定されていると主張することは、「そこでヨシュアは主に語り、イスラエルの面前で言った。『太陽よ、ギブオンの上に止まれ。月よ、アヤロンの谷に！』」（ヨシュア記10章12節）のような聖書のいくつかの言葉を否定することになった「WP:A」。当時の支配的な神学的教義は、聖書の記述は教義的な内容だけでなく、文字通り真実であると考えていた「WP:A」。ベラルミーノは1616年の警告までコペルニクス問題に関与したが、ガリレオが投獄された1632-33年の裁判時にはすでに亡くなっていた「WP:A」。文書は、1615年にトマソ・カッチーニが聖庁に告発した後も、ベラルミーノ枢機卿が科学者と書簡や直接のやり取りを通じて、友好的ではないにしても友好的な関係を持っていたことを示している「WP:A」。
1616年のガリレオに対する最初の尋問中、聖庁は地動説を検討し、ローマに出頭し教皇パウルス5世とも直接会談したガリレオの話を聞いた。教皇は、ヨシュア記10章12節の言葉に関連して、ベラルミーノにガリレオが地動説に関する二つの主要な主張を教えないよう説得するよう促した。聖庁は1616年3月、コペルニクスの理論を偽りであり、正式に異端的であると非難し、『天球の回転について』を禁書目録に加えた。
ベラルミーノは、聖庁の布告、特に聖書の無謬性の例外を認めないという点を否定することなく、科学者に対して開かれた立場を表明していた。この立場は、1615年4月12日にガリレオの友人であり地動説の支持者であったカトリックのパオロ・アントニオ・フォスカリーニ神父に送られた手紙の中で表明された。その中でベラルミーノは、地動説の信頼性を先験的に排除することはできないとしながらも、慎重さを勧め、具体的な決定的証拠が得られた後にのみ、物理的な記述としてそれを提案するよう示唆した。さらに、1616年の聖庁における地動説の非難の直後、ガリレオはベラルミーノとの私的な会談を求め、実現した。1611年、ベラルミーノは自身の著作『全詩篇明解釈』の81ページで詩篇18篇を解説する際に、地動説に聖書的な根拠を与える可能性のある解釈を選択していたことに注目すべきである[12]。実際、『ヴルガータ訳聖書』は、『七十人訳聖書』のギリシャ語原文に従い、神は太陽の中に幕屋を設けた（In Sole posuit tabernaculum suum）と記しており、ベラルミーノは、この句が改変されているマソラ学者によって保存されたヘブライ語原文は、原文の改変を含んでいる可能性があると書いた。幕屋は定住地であり、常に太陽の「戦車」について語るギリシャ神話とは対照的である。
1616年5月24日、ベラルミーノはガリレオ自身の要求に応じて、地動説を擁護したことに対するいかなる贖罪や撤回も彼に課せられておらず、単に禁書目録への告発があっただけであるという声明に署名した。これは、彼に対する裁判がなかったことの証拠となる。この声明は、ガリレオの最大の敵であるセグーリ神父によって後に偽造され、ベラルミーノがガリレオに地動説の擁護を続けるなと、さもなければ投獄すると警告したという偽の議事録が流布された。この偽造文書は、ベラルミーノがすでに亡く、その議事録を否定できなくなった後のガリレオに対する裁判で、数年後に利用された。

### その他の論争
1602年、ベラルミーノはカプア大司教（en:Archbishop of Capua）に任じられた。ベラルミーノは著作で、一人の人間が複数の司教区を持つことや、名ばかりで教区に住まない不在司教の問題を重視していた。そのため、自分自身は任命を受けて4日後には任地に赴いて模範を示し、司教としての職務を忠実に果たした。この模範はトリエント公会議におけるカトリック改革の方向性に影響を及ぼした。
1605年に選出されたパウルス5世の治世、教皇庁とヴェネツィア共和国との間で激しい争いが起こった。フラ・パオロ・サルピは、ヴェネツィアのスポークスマンとして、教皇の課した聖務停止令（en:Interdict (Roman Catholic Church)）に反抗し、コンスタンツ公会議とバーゼル公会議の諸原則を持ち出して、教皇は世俗の諸事に関しては権威を持ち得ないと主張した。ベラルミーノはこのヴェネツィア人神学者に対して3つの返答を著した一方、おそらく暗殺の危険が迫っていることを警告してサルピを助けたと考えられている。
ベラルミーノはさらに有名な敵対者であるイングランド王・スコットランド王ジェームズ1世との論戦でも知られる。ジェームズは自らの神学的学識の深さを誇りとしていた。ベラルミーノはイングランド主席司祭ジョージ・ブラックウェルに手紙を送り、ブラックウェルが教皇に対する服従義務を表面的に破り、忠誠の誓い（en:Oath of Allegiance (United Kingdom)）に署名したことを叱責している。ジェームズは1608年にラテン語の論文を執筆してベラルミーノを攻撃してきたが、ベラルミーノはこれに回答を出し、イングランド王のラテン語文法の誤りをからかった。ジェームズ1世は文法に気をつけながら2度目の論駁のための論文を執筆し、これを神聖ローマ皇帝ルドルフ2世を始めキリスト教世界の全ての君主に献呈すると宣言し、最高にして真実のキリスト教擁護者として振る舞おうとした。

### 死と崇敬
晩年、ベラルミーノは健康が優れなかったにもかかわらず、祈りと断食に多くの時間を費やした。彼は貧しい人々に多くの施しを続け、事実上すべての財産を彼らに残したため、ローマの人々から常に深く愛された。彼は、フランチェスコ・サレジオの聖母訪問会という新しい修道会の設立に対する教皇の承認を得るのに貢献した。フィリッポ・ネリの列福のために尽力し、「大カテキズム」と「小カテキズム」の執筆を完成させた。特に後者は大きな成功を収め、19世紀を通して広く使用された。最後に、自身の『自伝』や、小さくも有名な著作『善き死のためのわざ』（1619年）、『魂の神への上昇』（1614年）、『（イエスの）十字架上の七つの言葉』、などの一般人の精神生活の手助けとなるような小編の本をいくつか執筆している。
重要な出来事として、1608年5月29日の教皇パウルス5世が有名な聖女フランチェスカ・ロマーナであるフランチェスカ・ブッシ・デイ・ポンツィアーニを称えるために主催した枢機卿会議で、ロベルト・ベラルミーノが聖女への賛辞を述べ、それが参加者の大多数を説得し、ほぼ2世紀にわたって停滞していた列福の手続きを最終的に終結させたことが挙げられる。彼女は1461年のシエナのカタリナ以来、列福された最初の女性だった。ベラルミーノ枢機卿は、1617年1月9日から1618年1月8日まで聖なる枢機卿会の侍従を務め、その後、典礼聖省と禁書聖省の長官を務めた。
彼はさらに、1621年2月にグレゴリウス15世を選出した教皇選挙に立ち会った。彼の健康状態は急速に悪化しており、同年夏には、死への準備のため、イエズス会修練院のあるクイリナーレのサンタンドレア教会に隠退することを許された。そこで彼は1621年9月17日の朝6時から7時の間に亡くなった。彼の死後、遺体はイエズス会のプロフェッソハウス（誓願を立てた会員の住居）であるローマのジェズ教会の地下納骨堂に安置され、約1年後、聖イグナチオ・デ・ロヨラの遺体を納めていた墓に移された。フランチェスコ・サレジオは彼について「尽きることのない教義の泉」と言った。彼は、原初の殉教者である聖ステファノとともに、カプア大司教区の守護聖人である。
彼の死後まもなく、イエズス会は彼の列福を提案し、それはウルバヌス8世の教皇在位中の1627年に実際に始まり、彼は「尊者」の称号を与えられた。しかし、ウルバヌス8世自身が制定した列福に関する一般法に由来する技術的な障害が遅延を引き起こした。その後、手続きは停滞し、1675年、1714年、1752年、1832年に何度も再開されたが、再開のたびに大多数の票が彼の列福に賛成であったにもかかわらず、肯定的な結果が得られたのは長年の後だった。
その理由は、一部には否定的な意見を表明した影響力のある高位聖職者の存在、特に聖人で枢機卿のグレゴリウス・バルバリゴ、ドミニコ会士でトマス主義者の枢機卿ジロラモ・カサナテ、1675年の有名な枢機卿デチオ・アッツォリーノ・ジュニア、1752年の強力な枢機卿ドメニコ・シルヴィオ・パッシオネイに関連していた。特に後者は、イエズス会と頻繁に対立し、有効な恵みのモリーナ主義のテーゼに対立するヤンセン主義のテーゼに近かった。しかし、多くの歴史家によれば、列福の遅延の主な理由は、国際政治情勢に関する否定的な意見だった。ベラルミーノ枢機卿の名前は、18世紀と19世紀のフランス宮廷の王権至上主義の政治家たちと明確に対立する教皇権の観念と密接に関連していたからである。この点に関して、教皇ベネディクトゥス14世がド・テンシン枢機卿に書いた言葉を引用するだけで十分だろう。
「我々は、枢機卿パッシオネイによって彼に帰せられた取るに足りない事柄ではなく、時代の不幸な状況が原因で、列福の手続きが遅れていることをイエズス会総長に内密に伝えた。」 （Études Religieuses、1896年4月15日）
1920年12月22日、教皇ベネディクトゥス15世は、彼の列福の手続きを要約し、彼の英雄的な徳の布告を発布した。その後、1923年5月13日、教皇ピウス11世の教皇在位中に彼の列福式典が行われ、7年後の1930年6月29日に列聖された。したがって、列聖の手続きはより短く、1931年9月17日にピウス11世によって与えられた教会博士の称号への任命はさらに迅速だった。トリエント・ミサでは、彼の列福の日である5月13日であったが、現在彼の祝日は、彼の死の日である9月17日で、「任意祝日」であり、低ランクなものであり、他の聖人の祝日と重なれば、そちらの方を優先する決まりとなっている。彼は、5月13日に記念される教皇庁立グレゴリアン大学、カテキスタ、教会法弁護士、アメリカ合衆国シンシナティ大司教区の守護聖人である。
1923年6月21日以来、彼の遺体はローマの聖イグナチオ・デ・ロヨラ教会の右側3番目の礼拝堂に安置されている。そこは、故人の生前の意向により、ベラルミーノの弟子であった聖アロイシウス・ゴンザーガの遺体と隣り合っている。また、この教会は、聖ルイージ・ゴンザーガを含む他のイエズス会聖人の遺物を保管しているローマ学院の教会である。骨格の骨は銀の糸でつなぎ合わされ、枢機卿の衣服で覆われ、顔と手は銀で覆われている。このようにして、彼に捧げられた祭壇の下に安置されている。ローマのセミナリオ通りにあるガブリエッリ・ボッロメオ宮殿にある「コレジオ・ベラルミーノ」は、彼の名にちなんで名付けられた。ここは古くからイエズス会に属しており、教皇庁立グレゴリアン大学やローマの他の教皇庁立大学に通う若いイエズス会士が住んでいる。

## ローマ、『異端反駁信仰論争』
ベラルミーノは論争神学講座を11年にわたって担当し、その研究から彼の主要著作である『異端反駁信仰論争』（Disputationes de controversiis christianae fidei、en:Disputationes）が生まれることになる。同書の初版は1581年から1593年にかけ、インゴルシュタットで出版された。ベラルミーノの『論争』は、同時期にチェーザレ・バロニオ（en:Caesar Baroniusが出版した『教会年代記』（en:Annales Ecclesiastici）が歴史分野に特化していたのと同様、教義分野に特化した著作だった。
この記念碑的著作は、当時カトリックとプロテスタントの間で行われていた様々な論争を体系的にまとめあげた最初のものであり、ヨーロッパ全域に計り知れないほどの影響を与えた。またドイツとイングランドのプロテスタントたちにも激しい打撃を与え、両国では大学に特別講座を設けてベラルミーノの著作に論駁を加える必要に迫られた。
キリスト教の教義論争に関して『論争』にとってかわるほどの著作はいまだに現れていないだけでなく、批判方法が発展した現在においても、いまだに『論争』の歴史的価値は損なわれていない。
カトリックの宗教的再生と学問的研鑽、この二つが1540年代以降カトリック教会が力を注いだことであった。どちらも同時代の特徴を持ち合わせている。どんな作品でもまず文体が洗練されていること（maraviglia）が、16世紀初頭にはもっとも重要だと見なされていたが、やがてあらゆる分野で知識を蓄積していくことこそが第一であるという考え方に変わっていった。このことが神学的著作にも影響を与えている。
『論争』は、第1巻では神の言葉、キリストおよび教皇について扱う。第2巻は公会議の権威、および三つの教会（戦う教会、期待する教会、勝利する教会）、第3巻は秘跡に関する問題を、第4巻は恩寵、自由意思、義化（en:Justification (theology)）、「よきわざ」の問題をそれぞれ主題とする。